# Rosgosstrah

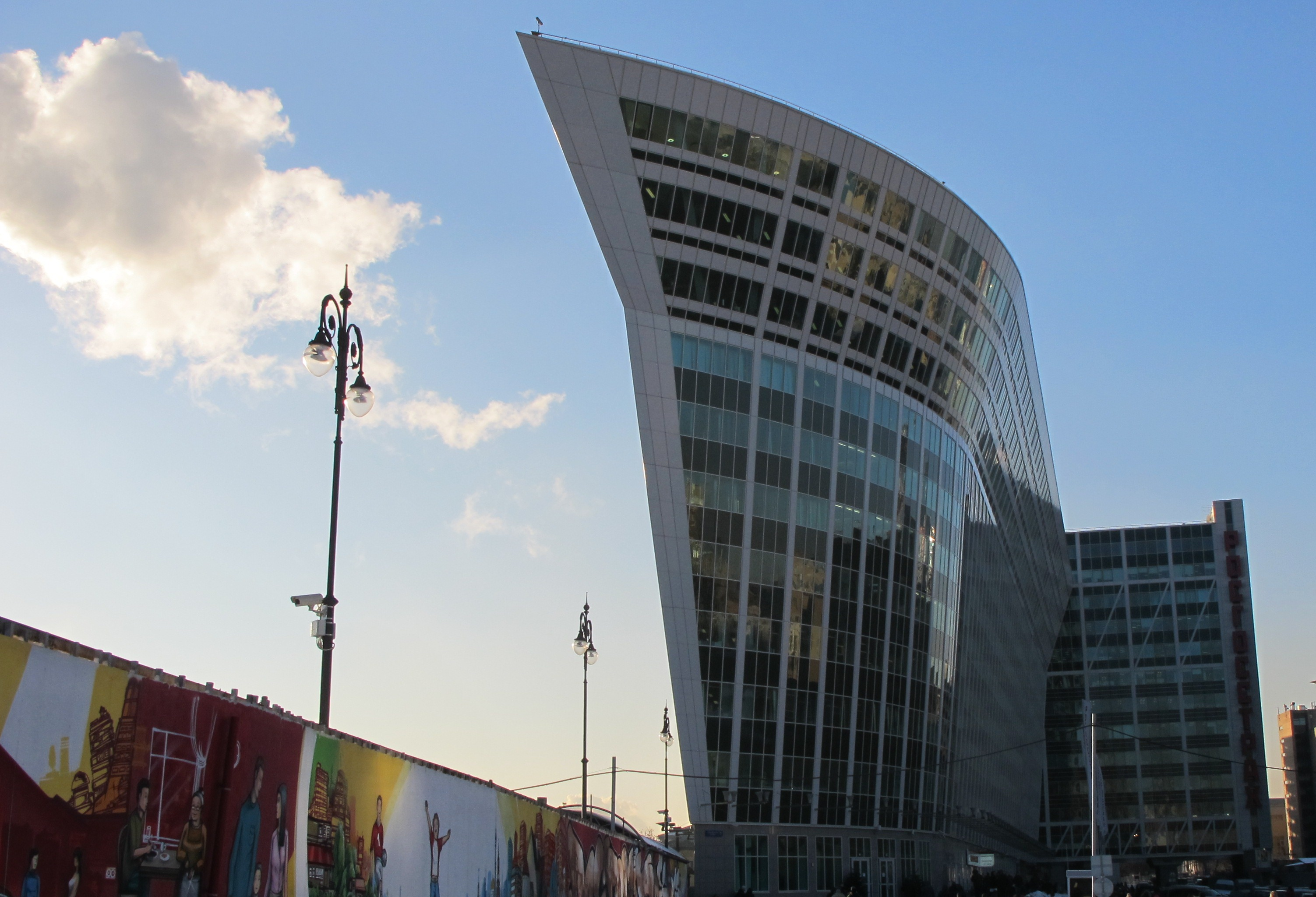
Sediul central în Moscova

Rosgosstrah (abreviat RGS, în rusă Росгосстрах; de asemenea RGS Group) este una dintre cele mai mari companii de asigurări din Rusia. 
Compania are peste 25 de milioane de clienți persoane fizice și 250.000 de clienți persoane juridice în toată țara, 3.000 de birouri regionale și 400 de centre de cerere. Compania oferă produse de asigurare începând cu simpla poliță de asigurare auto și terminând cu asigurarea animalelor domestice și navelor spațiale. 
RGS este sponsorul principal al Primei Ligi Ruse.
Rosgosstrah este succesorul oficial al companiei Gosstrah, care a fost fondată în 1921, în RSFS Rusă. Gosstrah a fost o companie de asigurări monopolistă, deținută de guvernul rus până în 1947, când a fost fondată compania Ingosstrah ca agenție de asigurări externe.

## Istorie

### Formare
A fost inițiată la 10 februarie 1992 (în mod tradițional marchează data înființării sale la 6 octombrie 1921, în funcție de data înființării Asigurării de Stat a URSS) sub forma unei societăți pe acțiuni, din care 100% aparțineau statului. Compania a devenit succesorul legal al Comitetului de Asigurări de Stat al RSFSR, creat în 1921 .

### Privatizare
În 2001, compania de investiții Troika Dialog a achiziționat 49% din acțiunile companiei, în trei tranșe - 9% (pentru 201 milioane ruble), 39% (pentru 1 miliard de ruble) și 1% (nd). În iulie 2003, Troika Dialog a cumpărat încă 26% (pentru 661 milioane de ruble), consolidând 75% din totalul acțiunilor .
În septembrie 2010, statul a vândut restul de 13,1% din acțiunile companiei (în același timp, "cota de aur" care a rămas cu statul și-a pierdut forța) .

### Reorganizare
16 noiembrie 2015, reorganizată în IC "Rosgosstrakh" al PJSC .

### Modificarea dreptului de proprietate
În decembrie 2016, sa ajuns la un acord privind vânzarea societății societății holding .

## Indicatori de performanță
Profitul companiei pentru anul 2012 sa ridicat la 7,1 miliarde de ruble . În 2013, rezultatul a fost stabilit la 4 miliarde de ruble. profit net, în 2014 - 4,4 miliarde de ruble. Începând cu anul 2015, Rosgosstrakh demonstrează venitul net negativ. Astfel, în 2015 pierderea a ajuns la 4,6 miliarde de ruble. În 2016, compania a terminat cu o pierdere de 33 miliarde ruble , 2017 - cu o pierdere de 55,6 miliarde ruble .

## Sponsorizare
"Rosgosstrakh" în perioada 2006-2010 și 2015-2018 - sponsorul oficial al campionatului rus de fotbal .